# Mochlus grandisonianum
Espèce
Synonymes
- Lygosoma grandisonianum Lanza & Carfi, 1966

Mochlus grandisonianum est une espèce de sauriens de la famille des Scincidae.

## Répartition
Cette espèce est endémique de Somalie.

## Étymologie
Cette espèce est nommée en l'honneur d'Alice Georgie Cruickshank Grandison.

## Publication originale
- Lanza & Carfi, 1966 : Note su alcuni Scincidae della Somalia e descrizione di una nuova specie di Mochlus (Reptilia, Squamata). Monitore zoologico italiano, vol. 74, p. 34-43.